# О чём ещё говорят мужчины
«О чём ещё говоря́т мужчи́ны» — продолжение комедии 2010 года «О чём говорят мужчины». Съёмки фильма завершились в марте 2011 года. В отличие от остальных фильмов «Квартета И», «О чём ещё говорят мужчины» поставлен по оригинальному сценарию.
В 2012 году фильм «О чём ещё говорят мужчины» имел наивысшие кассовые сборы — 17,7 миллиона долларов (среди 68 снятых в России кинофильмов).

## Сюжет
Действие фильма происходит в Москве 31 декабря 2011 года, в офисе рекламного агентства, которым руководит Саша Демидов, и в квартире Камиля.
Четверо вполне состоятельных сорокалетних мужчин успели дать жизнь трём детям (из первого фильма мы знаем, что у Лёши есть две дочки, а у Камиля — сын). А остальная их жизнь заполнена обманом близких им женщин, своих друзей и самих себя. Весь фильм герои рассказывают друг другу о том, как им хорошо/плохо/непонятно с любовницами, как они из-за этого радуются/переживают/страдают или переживают из-за того, что не страдают.
Главные герои обманывают и в важном, и в мелочах. Новогодние подарки для лучших друзей они делают не искренне, а из-под палки. Они говорят, что любят своих жён и ценят дружбу друг друга, но тут же делами показывают, что всё значительно сложнее, чем кажется на первый взгляд. И всё же дружба побеждает — Слава, который говорит, что «бабы для него дороже друзей», Лёша, который торопится встретить Новый год с любовницей и успеть к жене, а также Камиль, дома у которого готовит праздничный ужин на всю компанию нелюбимая жена, все как один остаются с Сашей, случайно нарвавшимся на серьёзный конфликт с одним из силовых ведомств, и встречают Новый год в его офисе, продолжая чисто мужские разговоры на самые актуальные темы. И снова главные герои приходят к пониманию и разбираются в целом ворохе своих жизненных проблем, параллельно поздравляя всю Россию с Новым годом.

## В ролях
- «Квартет И»
  - Леонид Барац — Лёша
  - Александр Демидов — Саша
  - Камиль Ларин —  Камиль
  - Ростислав Хаит — Слава
- Владимир Меньшов — граф Лев Николаевич Толстой, нравственный ориентир
- Сергей Бурунов — Зигмунд Яковлевич Фрейд
- Максим Виторган — диджей Макс
- Константин Чепурин — Иван Тимофеевич, вахтёр
- Алексей Макаров — Паша, армейский друг Камиля
- Екатерина Вилкова — Анжела Викторовна, стервозная дама, имевшая дорожный конфликт с Сашей
- Виталий Хаев — «серьёзный человек», муж Анжелы, судя по всему, старший офицер ФСБ
- Анатолий Белый — Валера, кадровый сотрудник ФСБ, у которого была «пятёрка» по русскому языку
- Денис Шведов — Боря, кадровый[2] сотрудник ФСБ, у которого была «пятёрка» по физике
- Елена Подкаминская — Настя, жена Лёши
- Алёна Бабенко — Вера, жена Камиля
- Наталья Швец — Вика, подруга Саши
- Владимир Кисаров — кавалер Вики
- Алексей Кортнев — камео
- Михаил Ефремов — отец Иннокентий
- Валдис Пельш — начальник Саши
- Мария Зыкова — секретарша начальника Саши
- Анна Касаткина-Барац — жена Паши

## Саундтрек
Большую часть музыкального оформления фильма сделал Алексей Кортнев и его группа «Несчастный случай» (саундтрек фильма содержит вариации на мелодии их альбома «Тоннель в конце света»).

## Прокат
Фильм вышел на экраны 29 декабря 2011 года. За две недели собрал 13 879 209 $, что уже больше, чем для всех других фильмов «Квартета И» за весь прокат.